# Невериці
Невериці (словац. Neverice) — село в окрузі Комарно Нітранського краю Словаччини. Площа села 5,96 км². Станом на 31 грудня 2015 року в селі проживало 703 жителі.

## Історія
Перші згадки про село датуються 1275 роком.

## Населення
| Рік:            | 1994. | 2004.   | 2014.   | 2024.   |
| --------------- | ----- | ------- | ------- | ------- |
| Кількість осіб: | 661   | 675     | 680     | 677     |
| Різниця:        |       | +2,11 % | +0,74 % | -0,44 % |

| Рік:            | 2023. | 2024.   |
| --------------- | ----- | ------- |
| Кількість осіб: | 679   | 677     |
| Різниця:        |       | -0,29 % |